# Václav Drbola
Václav Drbola (ur. 16 października 1912 w Starovičkach, zm. 3 sierpnia 1952 w Jihlavie) – czeski duchowny katolicki, proboszcz parafii Babice (okres Třebíč), ofiara prześladowań komunistycznych.

## Życiorys
Był najstarszym z siedmiorga dzieci rolnika Václava Drboli i Růženy (z d. Kadrnkovej). Po zdaniu matury w Hustopecach, w 1933 rozpoczął naukę w seminarium w Brnie. W 1938 otrzymał święcenia kapłańskie z rąk biskupa Josefa Kupki. Pracę duszpasterską rozpoczął w Slavkovie k. Brna, skąd trafił do Čučić, a w 1943 do parafii Bučovice. W Bučovicach pracował z młodzieżą, skupioną w organizacji Orel, dopóki nie wprowadzono zakazu jej dalszej działalności.
W 1951 z ks. Drbolą skontaktował się Ladislav Malý, który twierdził, że udało mu się wyprowadzić z miejsca internowania abp Josefa Berana i szukał dla niego spowiednika przed opuszczeniem kraju. W czasie kolejnych rozmów Drbola stawał się coraz bardziej podejrzliwy wobec Malego, współpracującego z komunistyczną Służbą Bezpieczeństwa. 17 czerwca 1951 ks. Drbola został aresztowany.
2 lipca 1951 Ladislav Malý zorganizował spotkanie przedstawicieli władz lokalnych z Babic, w czasie którego zostało zastrzelonych trzech urzędników. O zachęcanie do zabójstwa został oskarżony ks. Václav Drbola, mimo iż od miesiąca przebywał w więzieniu. Po trzydniowym procesie, 14 lipca 1951 został skazany przez sąd okręgowy w Brnie na karę śmierci. Prośbę o ułaskawienie odrzucił Sąd Najwyższy. Wyrok wykonano 3 sierpnia 1952 w więzieniu w Jihlavie, przez powieszenie. Ciało spalono, a urna z prochami pochowana w nieznanym miejscu na cmentarzu miejskim w Brnie. W latach 70. urnę zwrócono rodzinie i spoczęła w grobie w Starovičkach.
W 1990 został rehabilitowany. Od 2 września 2011 na poziomie diecezjalnym toczy się proces beatyfikacyjny ks. Vaclava Drboli. W 2013 przed kościołem w Babicach odsłonięto popiersie zamordowanego duchownego, dłuta Stanislava Františka Müllera.